# 何がジェーンに起ったか?
『何がジェーンに起ったか?』（なにがジェーンにおこったか、原題: What Ever Happened to Baby Jane?）は、1962年に公開されたアメリカ合衆国の映画。ヘンリー・ファレルによる小説を原作に、半身不随になった元映画スターの姉を元人気子役だった妹が家に監禁するサイコホラー作品である。監督はロバート・アルドリッチ。主演はベティ・デイヴィスとジョーン・クロフォードで、ライバル関係かつ確執のあった2人の競演は当時話題を呼んだ。
初公開時、この映画は批評家の称賛を受け興行収入でも成功を収めた。第35回アカデミー賞では5つの部門にノミネートされ、衣裳デザイン賞（白黒部門）を受賞。ベティ・デイヴィスは「これまでのキャリアを汚す」と周囲に反対されるほどの役づくりと怪演が功を奏し、主演女優賞にノミネートされた。近年は、カルト映画としての評価も高い。
2021年、「文化的・歴史的・芸術的にきわめて高い価値を持つ」とみなされアメリカ国立フィルム登録簿に登録された。

## ストーリー
1917年のこと、ジェーン・ハドソンはわずか6歳にして、すでに人気子役であった。ヴォードヴィルの舞台に立って愛らしい姿と歌で客を楽しませる、「ベイビー・ジェーン」として喝采を浴びていたのだ。
しかし、その輝くような舞台を羨望と嫉妬で見る目があった。姉のブランチである。ジェーンは舞台上だけでなく、常に父親から特別な扱いを受けるが、ブランチは公私にわたって妹の影に隠れ、誰にも省みられない。
しかし大人になったころ、ジェーンとブランチの立場は大きく変っていった。映画の時代になると、ブランチは実力派の女優としての評価を得るが、ジェーンの人気は遠い過去のものとなり、俳優としても能力が無く、素行にも問題があるとされて仕事から外されていくようになったのだ。大スターの姉と、仕事もなく酒びたりの妹、2人の立場は完全に逆転していた。
そんなころ、嫉妬にとらわれた姉妹の間に痛ましい自動車事故が起きた。この事故はジェーンが嫉妬にかられブランチを轢き殺そうとしたと報じられた。間一髪で難を逃れたブランチではあったが、この事故で背骨に重い損傷を受け下半身不随となり、ジェーンはその責めを負うかたちで姉の面倒を見ることになった。
こうして表舞台から消え、2人だけの世界で暮らし始めた姉妹だったが、老境を迎えても姉に対するジェーンの呪詛は消えず、ジェーンは姉の人生を支配する、醜く陰湿な暴君へと変貌していく。
ジェーンは姉のサインや声色を装って財産を奪いつつ、ブランチの可愛がっていた小鳥を昼食として出したのを皮切りに、ファンレターを遺棄したり電話を使わせないようにしたりネズミを食事に出すなどして、ブランチを精神的に追いつめる。そして、ジェーンの留守中にブランチが隠れて隣家や医者に助けを求めたことからジェーンの怒りが爆発し、ブランチを縛って部屋に監禁する。それに気付いた家政婦のエルヴァイラをジェーンは殺害し、遺棄してしまう。
芸能界への復帰という妄想を抱き始めていたジェーンは、売れないピアニストのエドウィンを雇っていたが、その彼もブランチの惨状を知るところとなる。追いつめられたジェーンは瀕死のブランチを連れて車で逃げ出す。エルヴァイラの死体が見つかり、ジェーンがブランチ共々行方不明になっていることが新聞やラジオで報道される。そのころ、ジェーンは海辺で子供のように遊んでいた。そこでブランチは息も絶え絶えに、かつての自動車事故の真相をジェーンに語る。
実は、あの事故はブランチがパーティでジェーンにバカにされたことからジェーンを轢き殺そうとしたもので、ジェーンは咄嗟によけて無傷だったがブランチの運転していた車は柱に激突し、そのために下半身が不随となったのである。ジェーンは恐怖から咄嗟に逃げ出し、ブランチは車から這い出たところを発見されたため、ジェーンが犯人と目され、ブランチは酔っていたジェーンに事故当時の記憶がないのをいいことに、この事故をジェーンが起こしたものとしていたのだった。ブランチがジェーンに詫びると、ジェーンは穏やかな表情で「アイスクリームを買ってあげる」と言って売店に向かう。その帰りに警官に見つかったジェーンは、自分を取り囲む人々を前に子供の頃のように軽やかに踊りだす。警官は瀕死のブランチをようやく見つける。

## キャスト

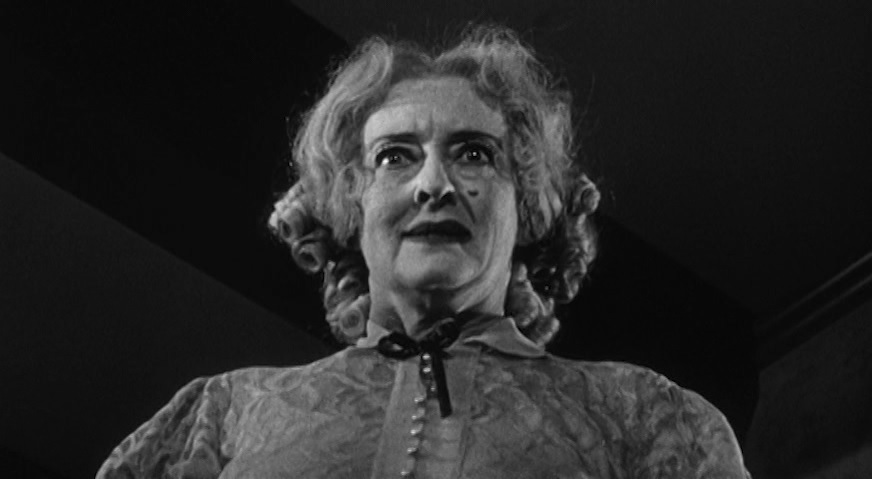
ジェーン役のベティ・デイヴィス

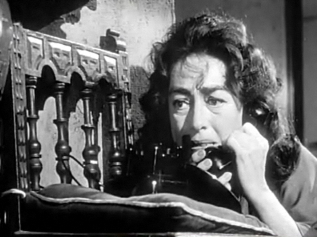
ブランチ役のジョーン・クロフォード

※括弧内は日本語吹き替え（テレビ版・初回放送1968年7月28日『日曜洋画劇場』）
- ジェーン・ハドソン（英語版） - ベティ・デイヴィス（北林谷栄）- かつての子役スター。
- ブランチ・ハドソン - ジョーン・クロフォード（加藤道子）- かつての映画スター。ジェーンの姉。
- エドウィン・フラッグ - ヴィクター・ブオノ（滝口順平）- 太った売れないピアニスト。
- エルヴァイラ・スティット - メイディ・ノーマン（津田まり子）- ハドソン家の家政婦。
- ベイツ夫人 - アンナ・リー（前田敏子）- ハドソン家の隣人。ブランチのファン。
- デリラ・フラッグ - マージョリー・ベネット - エドウィンの母。子離れできない。

## 受賞歴
| 映画祭・賞           | 部門                     | 対象者                 | 結果       |
| -------------------- | ------------------------ | ---------------------- | ---------- |
| アカデミー賞         | 主演女優賞               | ベティ・デイヴィス     | ノミネート |
| アカデミー賞         | 助演男優賞               | ヴィクター・ブオノ     | ノミネート |
| アカデミー賞         | 撮影賞（白黒）           | アーネスト・ホーラー   | ノミネート |
| アカデミー賞         | 衣裳デザイン賞（白黒）   | ノーマ・コック         | 受賞       |
| アカデミー賞         | 音響賞                   | ジョゼフ・D・ケリー    | ノミネート |
| ゴールデングローブ賞 | 主演女優賞（ドラマ部門） | ベティ・デイヴィス     | ノミネート |
| ゴールデングローブ賞 | 助演男優賞               | ヴィクター・ブオノ     | ノミネート |
| カンヌ国際映画祭     | パルム・ドール           | ロバート・アルドリッチ | ノミネート |
| 英国アカデミー賞     | 海外女優賞               | ベティ・デイヴィス     | ノミネート |
| 英国アカデミー賞     | 海外女優賞               | ジョーン・クロフォード | ノミネート |

- アメリカ映画100年のヒーローと悪役ベスト100（2003年） - 44位（ジェーン・ハドソン）[7]

## エピソード
- 本作は、三角関係を機に「ハリウッド史上」ともいわれる不仲で有名だったベティ・デイヴィスとジョーン・クロフォードが、共に落ち目だったため再起をかけて初共演した作品だった。そのため、撮影時の雰囲気が最悪だったといい、撮影中は互いが様々な嫌がらせをした結果、最終的にデイヴィスは腰を痛め、クロフォードは数針縫う怪我を負ったという[8][9]。この撮影でのエピソードは、2017年に『フュード/確執 ベティ vs ジョーン』としてドラマ化された[10]。また、公開後に2人は、本作の成功からキャリアを立て直すことにも成功したという。
- 第35回アカデミー賞では、本作でデイヴィスが主演女優賞にノミネートされたが、ノミネートされなかったクロフォードは嫉妬からデイヴィスの受賞への反対活動を行った。また、クロフォードは舞台出演のため式を欠席した受賞者アン・バンクロフト（『奇跡の人』）の代理人として壇上にあがり、受賞を逃したデイヴィスを横目にオスカー像を満面の笑みで手にしたという[8]。
- デイヴィスの娘のバーバラ・メリル（英語版）が、隣家の娘役で出演している。
- この映画は、精神的に不安定な年配女性を主人公とする、サイコ・ビディ（英語版）というジャンルを生むきっかけになった。アルドリッチが監督、デイヴィスが主演の映画『ふるえて眠れ』もそれに含まれる。
- 北林谷栄による日本語吹き替え（テレビ版・ソフト未収録）は評価が高く、映画評論家の山田宏一は1980年の再放送時に「ベティ・デービスの声の吹き替え（北林）は絶品である」と評している[11]。また、歌手の和田アキ子はインタビューなどにおいて本作をよく一番好きな映画に挙げており[12]、特に吹き替えは録画を繰り返し視聴するほど好きだといい「あの吹き替えじゃないと駄目」と語ったこともある。